# Michel Vovelle
Michel Vovelle (Gallardon, 6 febbraio 1933 – Aix-en-Provence, 6 ottobre 2018) è stato uno storico e saggista francese.

## Biografia
Di formazione marxista e vicino alle tesi di Georges Lefebvre e Albert Soboul, divenne titolare della cattedra di Storia della Rivoluzione francese alla Sorbona dopo la morte di Soboul. Fu altresì direttore per dieci anni dell'Institut de la Révolution Française e diresse la commissione di ricerca scientifica per la celebrazione del bicentenario della Rivoluzione. Diversamente dalla corrente classica della storiografia del materialismo storico, si concentrò principalmente sullo studio delle tematiche della mentalità sociale e dell'ideologia.

## Saggi
- La rivoluzione francese, 2003.
- La morte e l'Occidente dal 1300 ai giorni nostri, Laterza 2000.
- La mentalità rivoluzionaria. Società e mentalità durante la Rivoluzione francese, Laterza, 1999.
- Il triennio rivoluzionario in Italia visto dalla Francia: 1796-1799, 1999.
- I giacobini e il giacobinismo, Laterza, 1998.
- La scoperta della politica. Geopolitica della Rivoluzione francese, Edipuglia 1995.
- Immagini e immaginario nella storia: fantasmi e certezze nella mentalita dal Medioevo al Novecento, 1989.
- Le metamorfosi della festa: Provenza 1750-1820, 1986.
- Ideologie e mentalità, Napoli, Guida, 1989.